# Alberto Gallo (periodista)
Alberto Gallo (1959) es un escritor y periodista uruguayo.
Ganador del Premio Municipal de Narrativa de Montevideo en 1996 y finalista ese mismo año del Premio Planeta de Buenos Aires, ambos por su obra Los pelagatos.

## Trayectoria
Se desempeñó en varios programas de radio y televisión como periodista especializado en libros y es coconductor del programa cultural Efecto mariposa de la Radiodifusión Nacional del Uruguay del Sodre.
Gallo fue galardonado con el Premio Legión del Libro otorgador la Cámara Uruguaya del Libro.

## Libros
- 2024,  Nunca acaricies a un perro en llamas. [3]